# Picciano
Picciano è un comune italiano di 1 284 abitanti della provincia di Pescara in Abruzzo.

## Origini del nome
Sul nome Picciano esistono diverse leggende, la più credibile farebbe risalire il nome alla presenza di un gruppo di pastori dediti al culto della dea Pithia, il nome dunque risalirebbe, se non all'epoca romana, al primo periodo del Medioevo, con una variante passante per Piczano come attesta la charta convenientiae che sarà citata più avanti.

## Storia
Le prime tracce di Picciano risalgono al 1049 quando Bernardo, Conte di Penne, donava terreni ed edifici per la costituzione di una abbazia benedettina sul suo territorio. Questa del 1049 è, in assoluto, la prima attestazione dell'esistenza di un centro abitato chiamato Picciano, terminus ante quem rispetto al quale si può ritenere dunque fondato il paese.

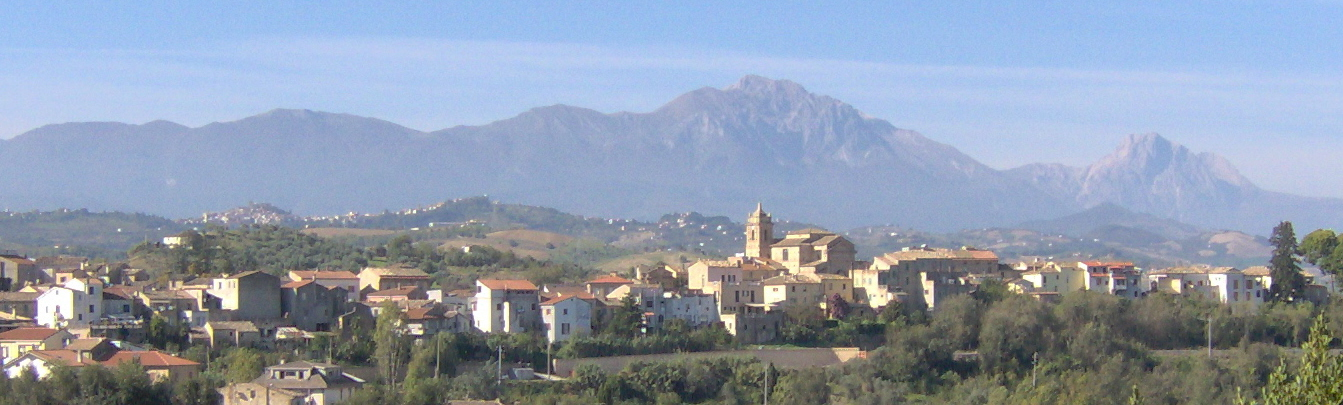
Particolare di Picciano e La Bella Addormentata

XI secolo, dunque, epoca caratterizzata ancora da grande instabilità politica e rivolgimenti improvvisi anche in area vestina e, centro di questi scontri, sarà proprio l'abbazia di Santa Maria alla quale è indissolubilmente legata la storia di Picciano.
A quei tempi i vari signori facevano delle offerte al monastero di San Clemente a Casauria motivo di competizione, il solo Bernardo, tra 1051 e 1063, come da Charta Offersionis del notaio Azzone, donò più di venti chiese al monastero di Picciano, da lui creato e guidato in quell'epoca dall'abate Teodemario. Furono donati mulini sul fiume Fino, chiese, campane, feudi con uomini, donne e bambini al seguito. La donazione passò attraverso la creazione della chiesa di San Silvestro, dotata di tutti i suddetti beni e donata a Picciano. Fatto curioso: all'abate di San Silvestro fu imposto di donare, il giorno dell'Assunta (il 15 agosto), 24 pizze ed un porco all'abate di Picciano. Da notare che, ancora oggi, la festa dell'Assunta è celebrata a Piccianello, frazione di notevole entità, anche se la chiesa dell'Assunta si trova a Picciano.
Tornando alla vicenda delle donazioni, fatti intricati legano Guglielmo Tascione (o di Tassone), Alberico, abate di S. Maria di Picciano e Benedetto abate di San Giovanni in Venere. Nel 1084 ebbe luogo uno scambio di chiese: a S. Giovanni in Venere andarono castelli e chiese nel territorio di Ilice, l'attuale Elice, a Picciano la chiesa di S. Panfilo a Spoltore. Non furono gli ultimi scambi, ad altri, successivi, assisterono come garanti il conte Ruggieri, Roberto di Manoppello, il Vescovo teatino Berardo, Eriberto, vescovo di Penne e il priore della Maiella. Saranno scambi, tuttavia, sfavorevoli per Picciano, generati, più che altro, da motivi spirituali e che verranno annullati alcuni anni dopo.

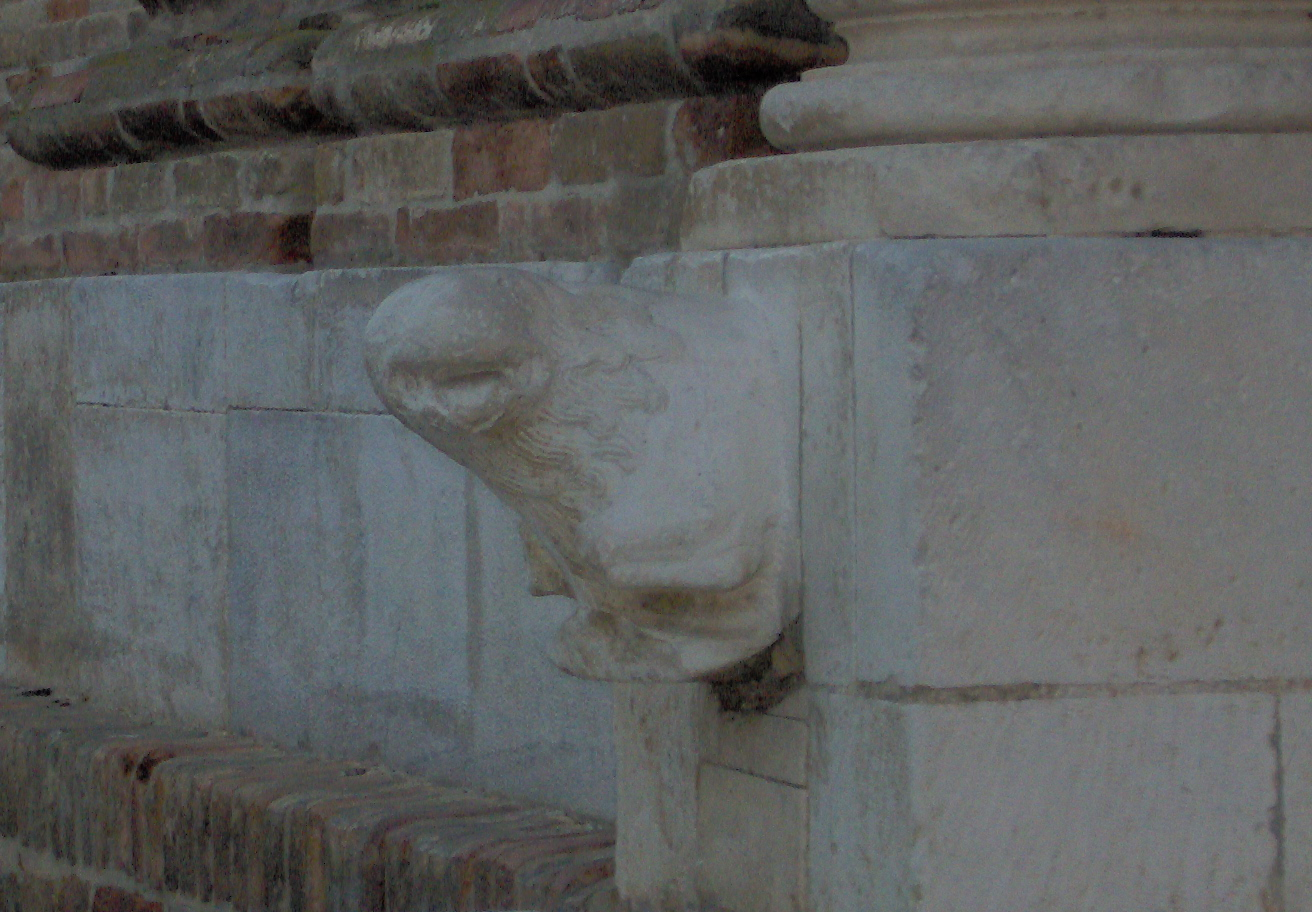
Uno dei leoni che si trovano ai lati del portale della Chiesa di Picciano e che provengono dall'antica Abbazia

La charta convenientiae attesta le proteste di Alberico, confermando, nello stesso tempo, lo status di Chiesa di comodo per S. Maria di Picciano di cui i vari signori si servono nell'ambito delle loro beghe private. Resta, però, che nel 1110 Alberico, nonostante le proteste, fu eletto abate di S. Clemente a Casauria, dove, finalmente, poté influire in maniera più incisiva sui vari signori del luogo.
Nel 1122 altre permute: Ruggero Tascione dona a S. Maria di Picciano due feudi del monastero di S. Paterniano, girando, però, a S. Clemente le rendite di S. Panfilo di Spoltore.
Vi saranno molti scambi, molte permute nel tempo di diversa entità e peso: 1139, 1144, 1145, tutte in genere riguardanti il nuovo ruolo dei vescovi, di quello di Penne in particolare e la questione delle decime. In quella del 1144, in particolare, Berardo, abate di Picciano in quegli anni, cede temporaneamente al fratello Rainaldo due feudi con i relativi coloni con obbligo di visite e oblazioni in giorni prefissati e un pranzo a base di pane, carne e vino da offrire ai monaci nel giorno di sant'Egidio.
Successivamente gli abati e i monaci di Picciano si scontreranno vivacemente con i vescovi Oderisio e Vescovi battaglieri, avvezzi a lunghe lotte e difensori del potere papale, tuttavia, dovranno cedere al potere normanno, che si farà sentire anche con la presenza del re Ruggero II, che, per mano del giustiziere Oderisio di Paleria, confermerà nel 1170 le donazioni e i privilegi che Gozzolino di Loreto aveva concesso al monastero di Picciano.
Donazioni di chiese e territori significava anche scambio di uomini, di feudi, di intere famiglie e gruppi sociali che si trovavano, così, a dover lavorare e vivere ora per l'uno ora per l'altro. Alterne saranno le vicende dell'abbazia fino al privilegio con il quale Carlo V nel 1517 ne segnerà, in pratica, il passaggio agli Olivetani dell'Aquila.
Non sono rimaste manifestazioni significative dei periodi tra il XVI e la fine del XVIII secolo, segno della graduale perdita di importanza che il luogo progressivamente subì.

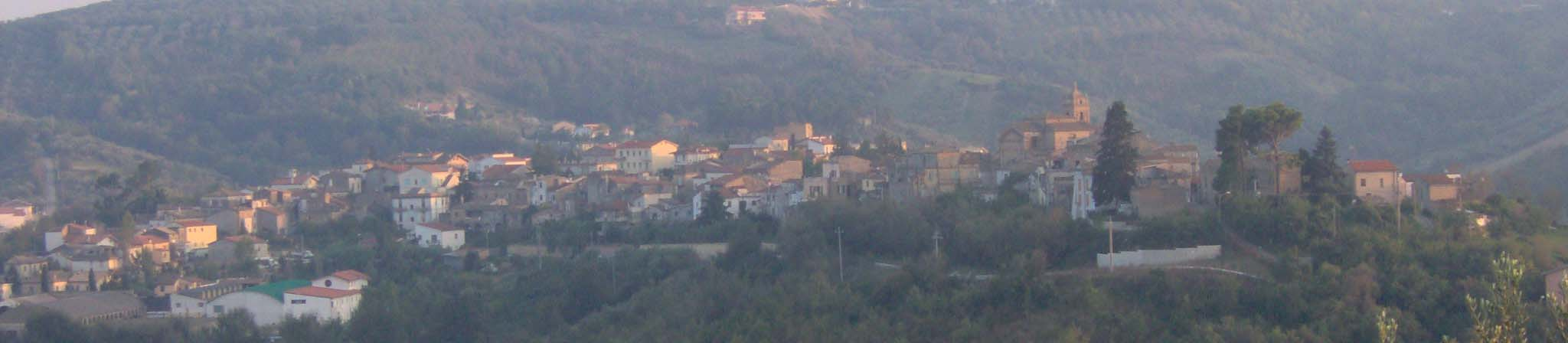
Picciano, veduta

Con il trasferimento all'Aquila dell'abbazia e il successivo incendio che la distrusse, la presenza di Picciano nel territorio vestino diminuisce fino a sfumare. I principi badiali, però, rimangono, al punto che fino al 1945 contadini ed allevatori erano tenuti a pagare una somma annuale alla parrocchia, la Badia, appunto, come contributo per l'uso dei terreni; era il cosiddetto livello, forma di enfiteusi di cui ancora molti terreni sono gravati, risalente appunto al periodo medioevale in cui la badia di Picciano ottenne case e terreni dai Conti di Penne.

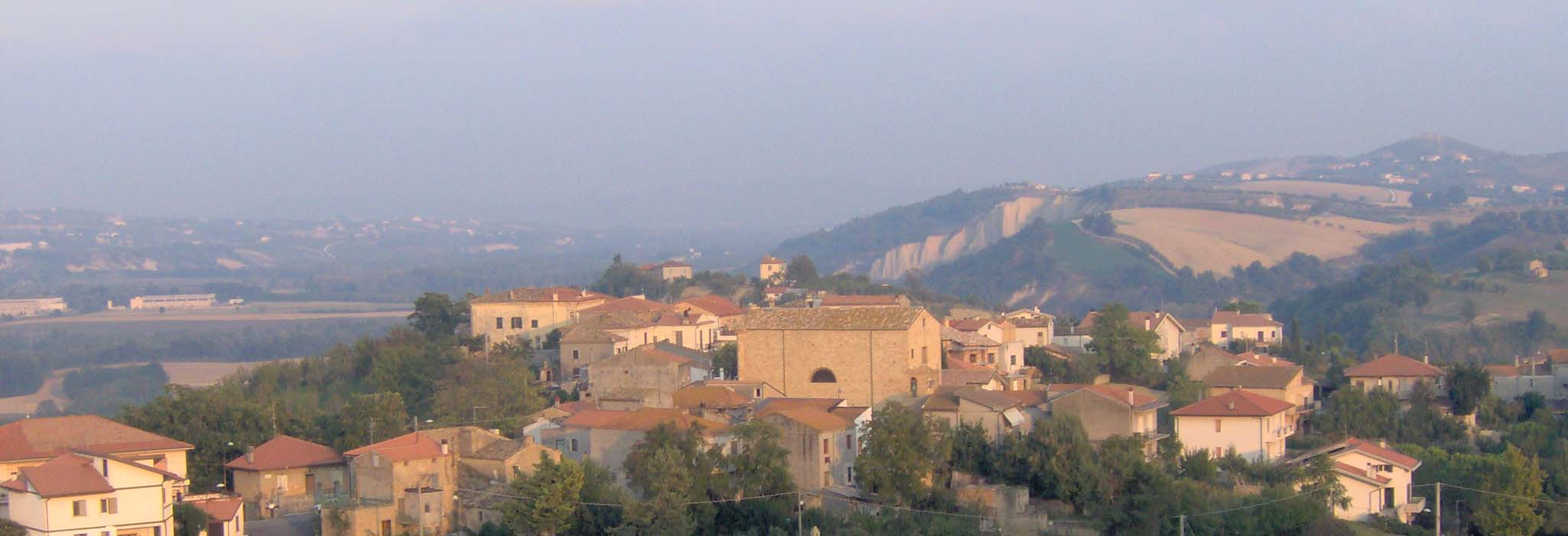
Piccianello, veduta

Nel corso del tempo, dunque, la storia di Picciano è andata cambiando. La sua importanza si è ridotta e l'agricoltura è sostanzialmente rimasta di sostentamento per lunga parte della sua storia. Lo sfruttamento del suo territorio da parte di baroni e possidenti terrieri è testimoniato dal grande numero di masserie e mezzadri presenti su territorio. A fine Ottocento si ha una svolta decisiva: la nascita di una fertile tradizione artigianale fa di Picciano il paese dei sarti e dei calzolai con decine di botteghe attive, fisse e ambulanti, un numero elevato di addetti e una presenza tanto forte da rilanciare anche l'urbanizzazione della zona. Il movimento economico generato da quella congiuntura favorevole portò alla costruzione di una fornace che, per anni, si rivelò una risorsa per Picciano, richiamando abitanti dal circondario, creando occupazione e segnando gli albori dell'era industriale in tutta l'area Vestina. Per tutto il Novecento, la storia della fornace Patricelli è la storia stessa di Picciano. I suoi periodi di crisi saranno crisi per il paese, nei periodi positivi ci sarà occupazione per tutti. L'attività della fornace cambiò anche il volto di Picciano, spianando colline, creando aree edificabili e, nello stesso tempo, fornendo materiali da costruzioni alle 8-10 imprese edili presenti sul territorio. Nel secondo dopoguerra sarà l'unico argine all'emigrazione, fonte di aggiornamento culturale e sociale e con la sua chiusura, al principio degli anni '80, si è determinato l'inizio del declino demografico ed economico che in questi anni ha raggiunto l'apice.

### Simboli
Il gonfalone è un drappo di azzurro.

## Monumenti e luoghi d'interesse

### Resti dell'Abbazia di Santa Maria Assunta in Picciano
Il monastero fu fondato nel 1051 dal nobile pennense Bernardo di Bernardo, che vi insediò come primo abate il monaco Teodemario, che era anche custode della omonima chiesa attigua al Monastero. L'abbazia, inizialmente indipendente e posta sotto la diretta giurisdizione del Papa, dipese poi dall'abbazia di San Clemente a Casauria, con la quale entrò in rivalità. Tra la fine dell'XI secolo e gli inizi del XII fu depredata dal conte normanno di Loreto Aprutino Guglielmo di Tassone e dai suoi capitani, che ne occuparono i terreni, ma nel 1109 il conte e sua moglie Anatolia la posero sotto la loro protezione, restituendole il maltolto e riconoscendo all'abate Alberico la facoltà di autodeterminarsi e di gestire autonomamente il ricco patrimonio fondiario originale. Nel XIII secolo fu ampliata. Notizie riportano che fosse in stile romanico, come si evince dai bassorilievi dei Leoni rimontati nella chiesa parrocchiale di Picciano.
La distruzione del monastero, che sorge dove adesso è il cimitero comunale, fu un evento tragico non solo dal punto di vista economico-sociale ma anche dal punto di vista artistico. Avvenne nel primo Novecento. Si perse una grande testimonianza di un'epoca, e non solo i monaci ma anche i materiali da costruzione furono dispersi nelle case del paese. Rimangono solo alcune tracce nei bianchi blocchi di pietra della Maiella, alla base della chiesa parrocchiale di Picciano, e nei due leoni ai lati del portale della stessa.

### Chiesa parrocchiale di Santa Maria del Soccorso

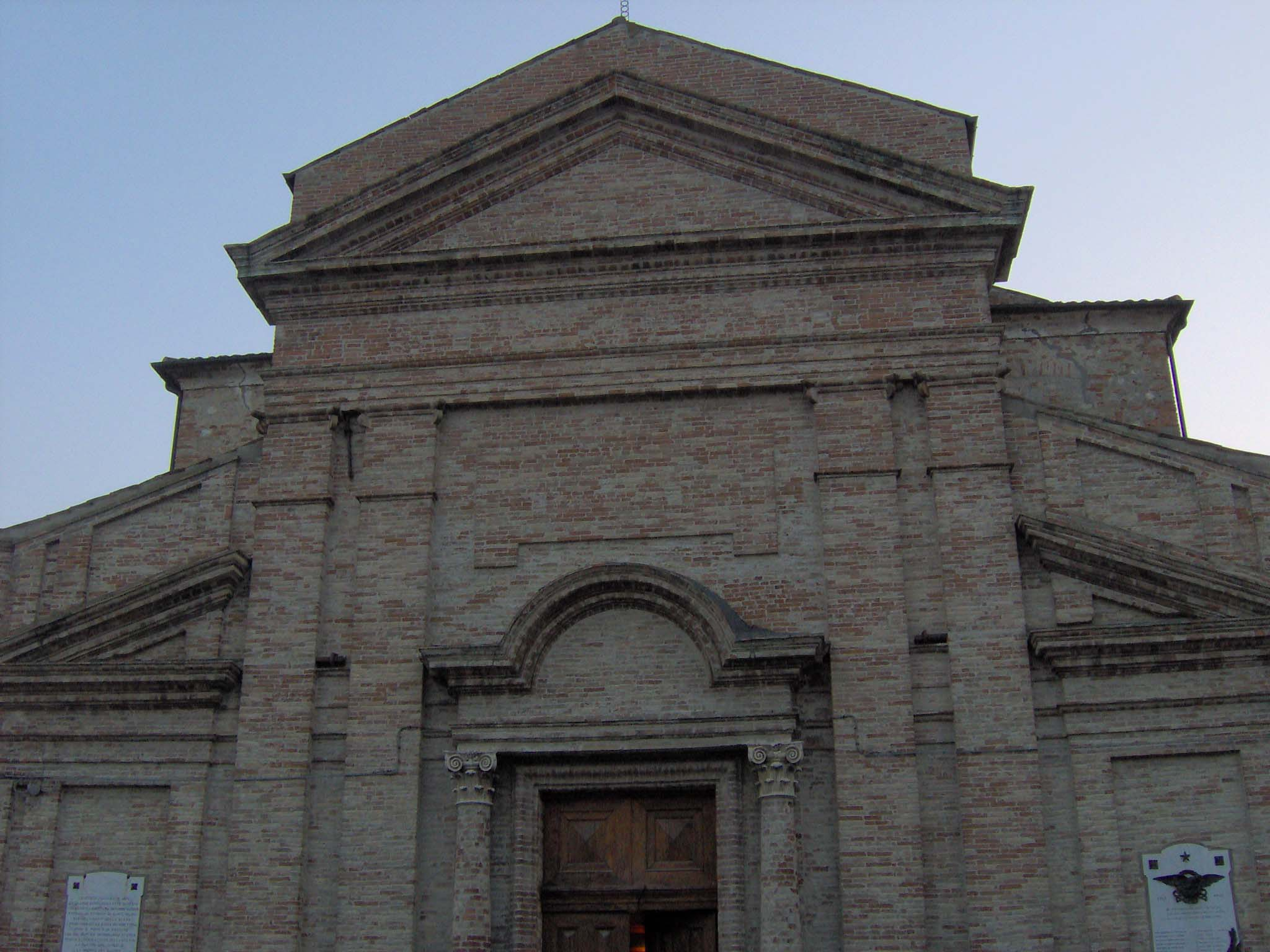
Facciata della chiesa di S. Maria del Soccorso, Picciano

Costruita ad inizio Ottocento la chiesa parrocchiale di Picciano è a pianta longitudinale con una facciata richiamante la chiesa veneziana del Redentore di Andrea Palladio, ma anche in alcuni tratti la chiesa del Gesù a Roma. Costruita in mattoni presenta un campanile lasciato a metà del suo sviluppo, che si richiama a tutta la tradizione di ascendenza romanico-normanna che ha i suoi più grandi esempi nelle torri campanarie della cattedrale di San Giustino a Chieti e della basilica dell'Assunta ad Atri, e che hanno avuto ampia eco nell'area vestina. Simile a quello di Picciano pur se completi, se ne possono trovare a Penne, Città Sant'Angelo, Collecorvino e Loreto Aprutino.

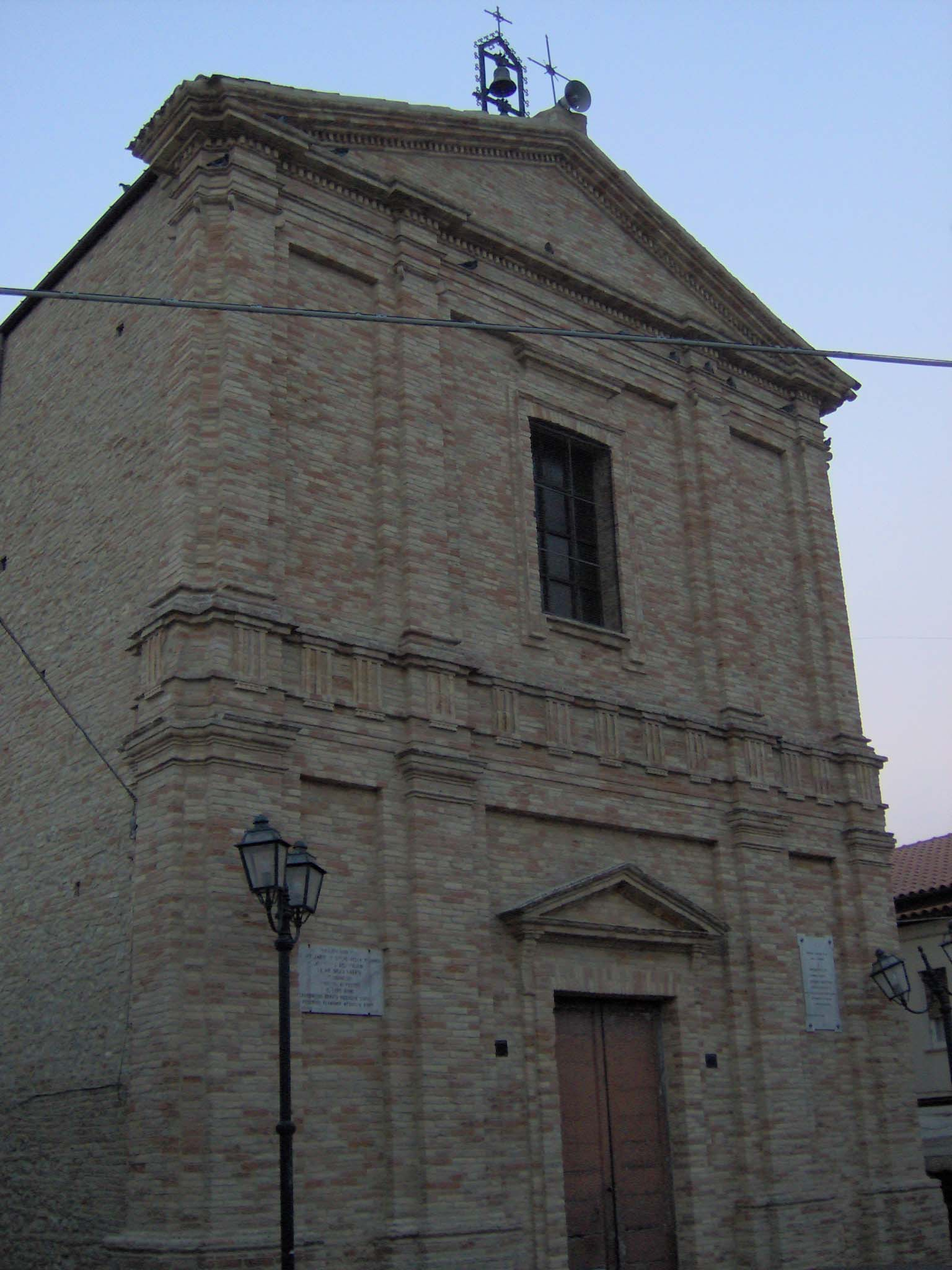
Facciata della chiesa di S.Rocco, Piccianello

### Chiesa di San Rocco di Piccianello
La chiesa di Piccianello è a navata unica e dedicata a san Rocco, anch'essa in mattoni a vista, presentava un interno a concezione gesuitica controriformistica malauguratamente distrutta negli anni sessanta. Interessante la facciata, anch'essa a mattoni, ispirata al partenone di Atene stilizzato in quattro lesene che ne slanciano l'esigua struttura.
Il mattone, oltre che delle chiese, è elemento caratterizzante di tutto il centro di Picciano e della vicina frazione di Piccianello, segno evidente di una forte marca culturale votata alla praticità ma anche alla modularità a al gusto del bello.

## Società

### Evoluzione demografica

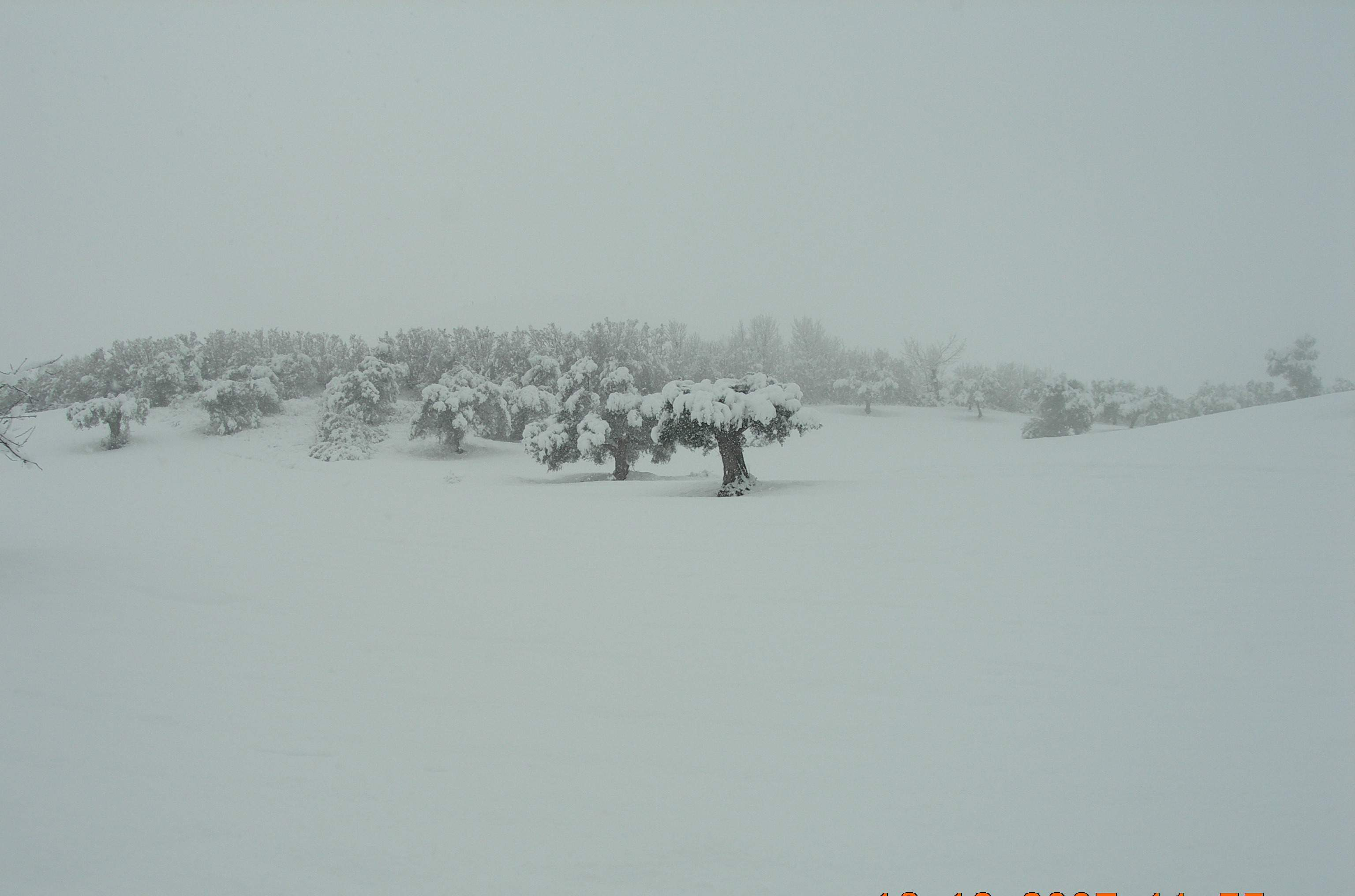
Uliveti innevati durante il rigido inverno del 2006 a Picciano

Abitanti censiti

## Cultura
Picciano è stata una fucina di artisti legati al campo della musica da bande. La banda di Picciano e, per un periodo piuttosto lungo a metà del Novecento, la banda di Piccianello, rappresentavano un punto di riferimento artistico di notevole interesse. Da ricordare al riguardo il maestro Vermondo Carusi che di questa fioritura musicale e non solo, è stato uno dei maggiori artefici.
Tale tradizione musicale prosegue oggi attraverso l'Associazione Bandistica Amatoriale “Città di Picciano”, composta sia da veterani della musica bandistica abruzzese sia da giovani elementi e insignita nel 2011 del titolo di "Gruppo di interesse nazionale" dal Tavolo Nazionale per la Musica Popolare (iniziativa promossa dal Ministero per i Beni e le Attività Culturali della Repubblica Italiana in onore del Centocinquantenario dell'Unità d'Italia) insieme al coro folkloristico della cittadina.
Il Coro Folkloristico di Picciano mantiene attiva la divulgazione del dialetto abruzzese attraverso canti, teatro dialettale ed esibizioni all'annuale Europeade del folklore, vantando molte partecipazioni.
Il Museo delle tradizioni e arti contadine (MUTAC), museo etnografico, si accolla il compito di mostrare e ricordare la vita delle comunità piccianesi dei secoli scorsi.

## Amministrazione
| Periodo | Periodo   | Primo cittadino | Partito      | Carica  | Note |
| ------- | --------- | --------------- | ------------ | ------- | ---- |
| 2006    | 2011      | Marino Marini   | lista civica | sindaco |      |
| 2011    | in carica | Vincenzo Catani | lista civica | sindaco |      |

## Sport

### Calcio
La principale squadra di calcio della città era il Picciano Calcio, che militava nella seconda categoria abruzzese nel girone D. Tuttavia, ad oggi la squadra si è sciolta e non vi è più